# Сявавко Євгенія Іванівна
Євгенія Іванівна Сявавко (нар. 28 вересня 1938, с. Святиця, Холмський повіт, Люблінське воєводство, Польща) — українська науковиця, кандидат педагогічних наук, старший науковий співробітник Інституту народознавства НАН України, освітній діяч. Досліджує українську етнопедагогіку, питання національного виховання та шкільництва.

## Життєпис
Народилася 28 вересня 1938 року у селі Святиця, Холмського повіту, Люблінського воєводства, Польща у простій селянській родині Приступи Івана Івановича та Приходай Марії Олександрівни. Навесні 1945 року родину переселяють на Дніпропетровщину, а 1946 року вона оселилася у місті Луцьку. У 1947 році після важкої хвороби, викликаної ув'язненнями і тортурами, у віці 29 років помер її батько. Вихованням двох дітей займалася мати, що стала вдовою у 27 років.
Середню освіту Є. І. Сявавко здобула у Луцькій СШ № 2, закінчивши її у 1956 році із срібною медаллю, того ж року вступила на філологічний факультет (російське відділення) Львівського державного університету імені Івана Франка.
По закінченню вишу у 1961 році, протягом 1961–1963 років за скеруванням працювала вчителькою російської мови та літератури у середній школі села Лагодів Глинянський (нині Львівського району Львівської області).
З вересня 1963 року працює викладачем підготовчих курсів, а в листопаді зарахована старшим лаборантом кафедри педагогіки і психології Львівського університету. У 1967–1970 роках Є. І. Сявавко стаціонарно навчалася в аспірантурі при кафедрі педагогіки і психології Львівського державного університету імені Івана Франка. Працювала над темою «Українська народна педагогіка» під керівництвом доцента Ф. І. Науменка. Після закінчення аспірантури працювала асистентом кафедри педагогіки і психології, а у квітні 1971 року пройшла за конкурсом на посаду молодшого наукового співробітника Державного музею етнографії та художнього промислу АН УРСР. Як підсумок семирічної праці 1974 році у видавництві «Наукова думка» вийшла монографія «Українська етнопедагогіка в її історичному розвитку», а 1975 року захистила дисертацію «Українська народна педагогіка в її історичному розвитку» на здобуття наукового ступеня кандидата педагогічних наук. 1976 року Є. І. Сявавко була затверджена на посаді старшого наукового співробітника згаданої наукової установи. У грудні 1983 року пройшла за конкурсом на посаду доцента кафедри педагогіки Львівського державного університету імені Івана Франка, де як штатний працівник пропрацювала до літа 1992 року і як сумісник — до 2007 року. 
1992 року у зв'язку з потребою в напрацюваннях у галузі національного виховання молодого покоління в незалежній Українській державі перейшла на роботу до лабораторії національного виховання, що почала діяти у Львові під егідою Академії педагогічних наук України, де отримала посаду провідного наукового співробітника. Також працювала в лабораторії профтехпедагогіки, де займалася проблемами виховання учнівської молоді та відродження національних традицій.
У 1999–2001 роках працювала доцентом кафедри педагогіки Львівського державного інституту фізичної культури. З 2002 року — старший науковий співробітник Інституту народознавства НАН України.
Під керівництвом Є. І. Сявавко успішно захистили дисертації на здобуття наукового ступеня кандидата педагогічних наук Заячківська Н. М. на тему: «Формування моральної культури учнів профтехучилищ на народних традиціях» (1995 р.) та Ферштей В. В. на тему: «Виховання гармонійної особистості в умовах сільського навчально-виховного комплексу».

## Основні друковані праці
- Сявавко Є. Українська народна педагогіка про виховання дітей»// Зб. матеріалів конференції «Педагогічну психологію в школу». — Львів, 1967.
- Сявавко Є. Традиції університету і їх виховне значення // Питання педагогіки вищої школи. — Львів, 1969.
- Сявавко Є. Традиции народной педагогики в творчестве Григория Сковороды  // Советская педагогика. — 1972. — № 12.
- Сявавко Є. Використання К. Д. Ушинським традицій народної педагогіки / Педагогічні ідеї К. Ушинського. — Київ, 1974.
- Сявавко Є. Українська етнопедагогіка в її історичному розвитку. — Київ, 1974.
- Сявавко Є. Школа, яка завжди з нами // Наука і суспільство. — 1980. — № 1.
- Сявавко Є. Сім'я, сімейний побут. Виховання дітей // Бойківщина. Історико-етнографічне дослідження. — Київ, 1984.
- Сявавко Є., Руденко Ю., Стельмахович М. Педагогіка народознавства. Концепція // Літературна Україна. — 1991. — 10 серпня.
- Сявавко Є., Руденко Ю. Козацька педагогіка // Освіта. — 1992. — 1 вересня.
- Сявавко Є. Народно-педагогічні та науково-теоретичні засади педагогічного процесу в національній школі // Актуальні проблеми становлення і розвитку національної школи.. — Київ, 1992.
- Сявавко Є. Народні принципи виховання у педагогіці Софії Русової // Український світ. — 1992. — № 3—6.
- Сявавко Є. Основи національного виховання. Концептуальні положення // Під ред. В. Г. Кузь і ін. — Умань, 1992.
- Сявавко Є. Концепція національного виховання. — Львів, 1993.
- Сявавко Є., Мацейків Т. Українська етнопедагогіка // Програма спецкурсу для студентів педагогічних спеціальностей. — Київ, 1993.
- Сявавко Є., Павлюк П., Горинь Г. Українське народознавство / Програми для середньої загальноосвітньої школи (1–11 класи). — Київ, 1998.
- Українська етнопедагогіка. Навчально-методичний посібник. — Львів, 2002.
- Сявавко Є. Педагогіка // Українське народознавство. Навчальний посібник / За ред. С. П. Павлюка. — Друге видання, перероб. і доп. — Київ, 2004.
- Сявавко Є. Етнодидактика, етнопедагогіка, етнопсихологія, народна педагогіка / Українська фольклористика. Словник-довідник. Посібник для студентів. — Тернопіль, 2008.